# Малий Лужок (Плюський район)
Малий Лужок (рос. Малый Лужок) — присілок в Плюському районі Псковської області Російської Федерації.
Населення становить 0 осіб. Входить до складу муніципального утворення Муніципальне утворення Плюса.

## Історія
Від 2015 року входить до складу муніципального утворення Муніципальне утворення Плюса.

## Населення
| 2001 | 2002 | 2010 |
| ---- | ---- | ---- |
| 13   | ↘0   | →0   |